# Shaun Hutchinson
Shaun Matthew Hutchinson (Newcastle, 23 novembre 1990) è un calciatore inglese, difensore o centrocampista del Millwall.

## Caratteristiche tecniche
Difensore centrale, può adattarsi al ruolo di mediano e a quello di esterno sinistro.

## Carriera
Gioca per gli scozzesi del Motherwell durante sei stagioni, trasferendosi al Fulham, in Championship, nella stagione 2014-2015.